# Biolog
En biolog beskæftiger sig videnskabeligt med og er uddannet inden for biologi. Biologer er involveret i forsøg på at udforske og yderligere forklare de underliggende mekanismer, der styrer driften af organismer. Biologer kan også være involveret i forskning på at udvikle eller forbedre mere specifikke processer og forståelse på områder som medicin, industri og landbrug.